# FLiBe

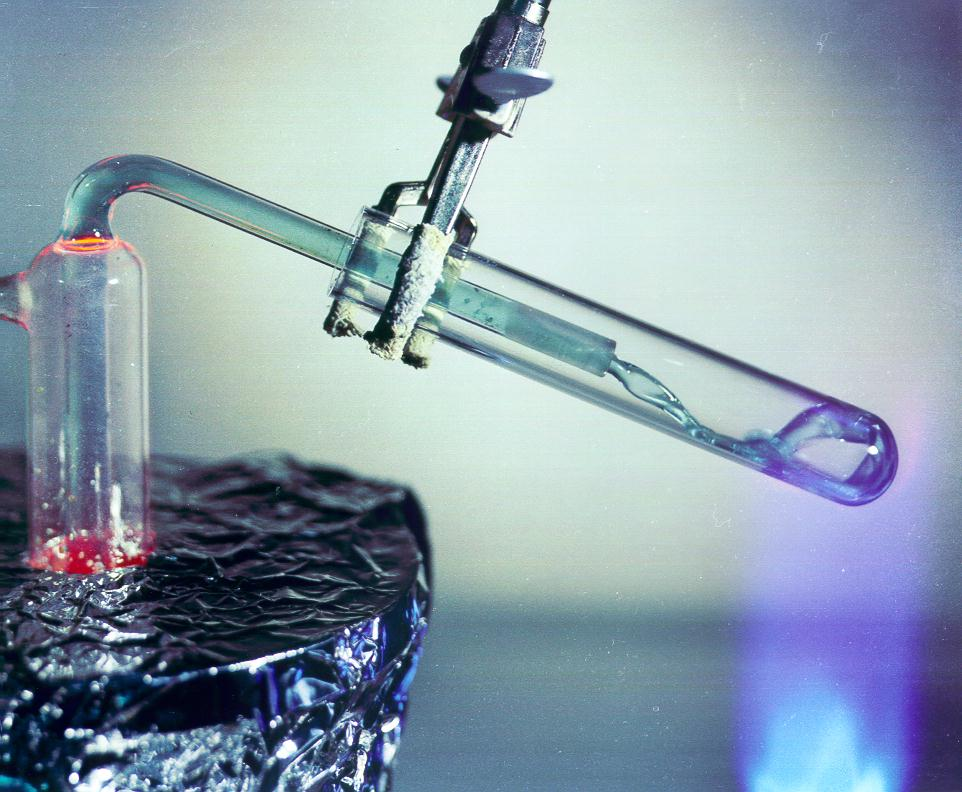
溶融したFLiBe。四フッ化ウランによって緑色に着色されている。

FLiBeはフッ化リチウムとフッ化ベリリウムの混合物から作られる溶融塩である。原子炉の冷却材や核燃料物質の溶媒として用いられる。オークリッジ国立研究所による溶融塩原子炉実験（MSRE）では両方の目的で使用された。
モル比2:1で混合すると Li
2[BeF
4] (四フッ化ベリル酸リチウム)を生成する。この化合物の融点は459℃、沸点は1430℃、密度は1.94 g/cm3である。
容積比熱は4,540 kJ/(m3·K)と水と同程度で、ナトリウムの4倍以上、一般的な原子炉条件下でのヘリウムの200倍以上である。比熱容量は2,414.17 J/(kg·K)と、水の6割程度である。
FLiBeは白から透明の外観で、固体状態では結晶粒がある。融解すると完全に透明な液体となる。しかし、UF4やNiF2などの可溶性フッ化物は固体と液体の両方で塩の色を劇的に変化させる。このことから、分光測色法は溶質の分析によく用いられ、MSREでは運用中広範に使用された。
BeF2が50%をわずかに上回る混合比で共融混合物となり、融点は360℃である。この共融混合物はBeF2添加により粘度が非常に大きくなるため実際には使われなかった。BeF2がガラスのようにふるまうのはルイス塩基を十分に含んだ溶融塩混合物であるためである。アルカリフッ化物のようなルイス塩基はフッ化物イオンをベリリウムに供与し、ガラス状結合を切断することで粘度が大きくなる。FLiBeでは二つのフッ化リチウムからフッ化物イオンがベリリウムに供与され四フッ化ベリル酸イオンをつくる。

## 化学的性質
FLiBeをはじめとした多くのフッ化物塩が関わる化学反応は、反応温度が高いことや、塩がイオン性であること、多くの反応が可逆反応であることなどから、特異な性質を示す。
まず基本的な性質としてFLiBeが溶融すると自らと錯体を形成する。
{\displaystyle {\ce {2 LiF(s) + BeF2(s) -> 2 Li^+(l) + [BeF4]^2- (l)}}}
この反応は最初の溶融時に進行する。しかし空気にさらされると水分を吸収する。高温ではこの水分がBeF2やLiFを酸化物や水酸化物に変換してしまう。
{\displaystyle {\ce {BeF2(l) + 2 H2O(g) <=> Be(OH)2(d) + 2 HF(d)}}}
{\displaystyle {\ce {BeF2(l) + H2O(g) <=> BeO(d) + 2 HF(d)}}}
BeF2は非常に安定した物質だが、酸化物や水酸化物、フッ化水素の生成により塩の安定性が低下し、腐食の原因となる。なおフッ化水素だけでなく上記の2つの反応によって生じる全ての化学種が腐食を引き起こすことが重要である。これは溶解した全ての成分が酸化還元電位を変化させるためである。酸化還元電位は塩に固有の測定可能な電圧であり、塩の腐食電位の主要な指標となる。
通常、次の反応
{\displaystyle {\ce {2 HF(g) + 2 e^- -> 2 F^- +H2(g)}}}
の電位を0Vと設定する。この反応は実験室環境では便利で、塩にフッ化水素と水素の1:1混合物を吹き込むことで塩の酸化還元電位を0Vに調整することができる。
場合によっては、
{\displaystyle {\ce {NiF2(d) + 2 e^- -> Ni(c) + 2 F^-}}}
という反応における電位を基準にする場合もある。
0Vをどこに設定した場合でも塩で発生する全ての反応は既知の電圧で発生する。よって塩の酸化還元電位が特定の反応の電圧に近い場合、その反応が主な反応であると推測できる。したがって、塩の酸化還元電位を望ましくない反応から遠ざけることが重要である。たとえば容器に使われるニッケル、鉄、クロムからなる合金の場合、懸念される反応はこれらの金属のフッ素化とフッ化物の溶解である。金属フッ化物の溶解によって酸化還元電位が変化し、平衡に達するまでこの反応は続く。過度の腐食を防ぐには酸化還元電位をフッ素化反応からできるだけ遠ざけ、塩と接触する金属を塩の酸化還元電位からできるだけ遠ざけることが重要である。
望ましくない反応を防ぐ最も簡単な方法は、反応電位が塩の酸化還元電位から離れた材料を選択することである。こうした材料としてはタングステン、炭素、モリブデン、白金、イリジウム、ニッケルなどがあるが、このうち手頃な価格で溶接が可能な材料はニッケルとモリブデンである。この2つの元素はMSREにも素材として使われたHastelloy-Nにも採用された。
FLiBeの酸化還元電位を変える方法は2つある。1つ目は不活性電極を使用して塩に物理的に電圧を印加する方法である。2つ目は塩内で必要な電圧を化学反応で起こす方法で、こちらのほうがより一般的に用いられる。例えば、塩に水素とフッ化水素を吹き込んだり、金属を塩に浸したりといった方法で酸化還元電位を変えることができる。

## 冷却材
FLiBeは高温でも蒸気圧が上がりにくい冷却材として使用できる溶融塩である。また特筆すべき事項として、高い光学的透明性を有しているため不純物を容易に目視検査できるという特性がある。更にFLiBeの他に高温冷却材として使用される金属ナトリウムや金属リチウムとは異なり、空気や水と激しい反応を起こさない。またFLiBeは吸湿性が低く水への溶解度も低い。

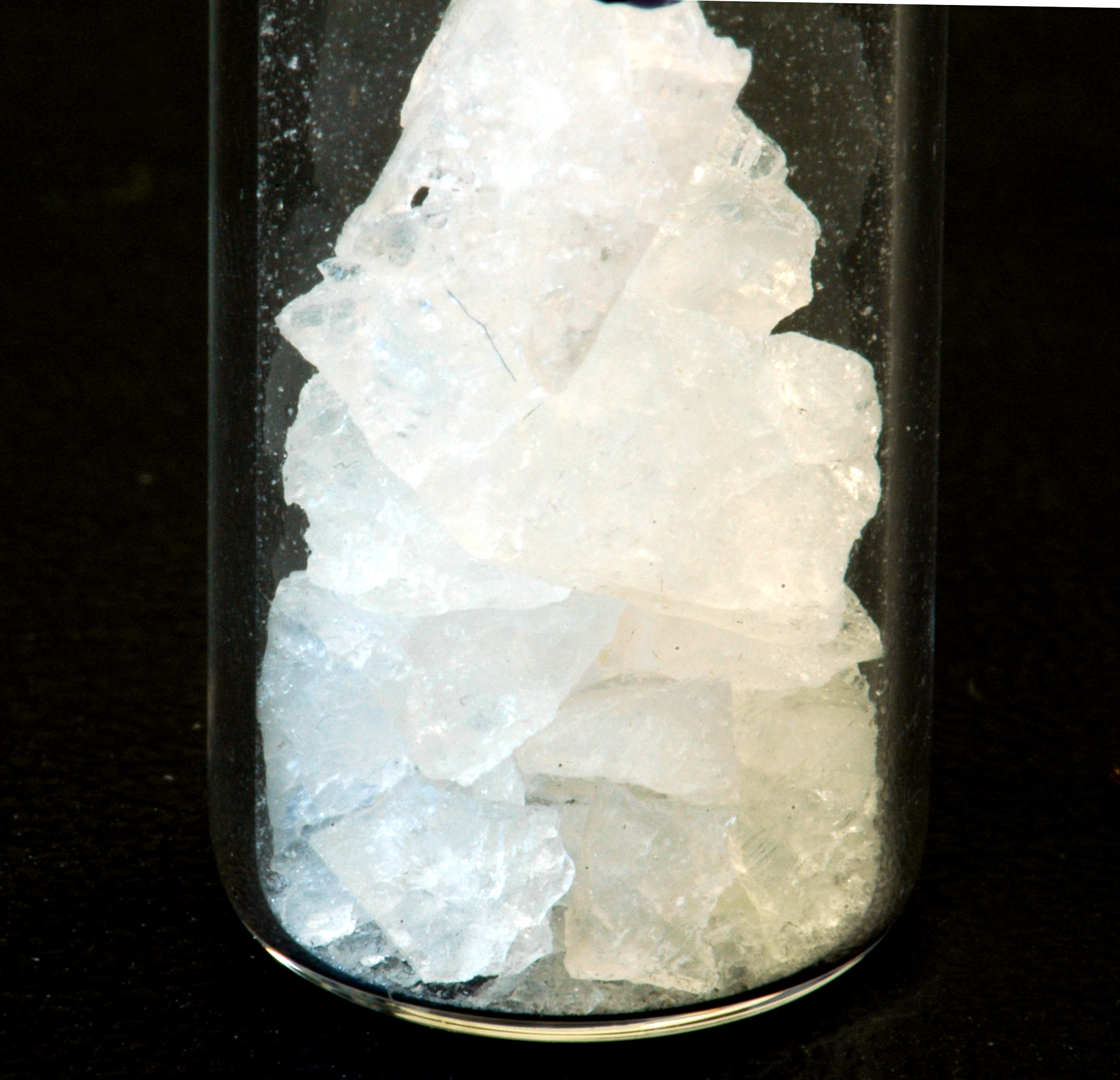
精製されたFLiBe。MSREの二次冷却材に使われていたもの。

## 核特性
リチウムとベリリウム、フッ素の原子量が小さいため、FLiBeは効果的な中性子減速材となる。天然のリチウムの約7.5%はリチウム6だが、これは中性子を吸収してアルファ粒子とトリチウムに崩壊するため、FLiBeの中性子の吸収を抑えるためにほぼ純粋なリチウム7が使用される。例えば、MSREの二次冷却材に使われたFLiBeのリチウムは99.993%がリチウム7だった。リチウム7が中性子を吸収するとベータ崩壊とアルファ崩壊を経てベータ粒子とアルファ粒子に崩壊する。
ベリリウムは高速中性子が当たると2つのアルファ粒子と2つの中性子に分裂することがある。フッ素は(α,n)反応に対して無視できない断面積を有しているため、中性子工学を計算する際にはこれを考慮する必要がある。

## 応用
トリウム溶融フッ化物塩炉では、核燃料物質の溶媒及び減速材並びに冷却材として利用される。
他の溶融塩原子炉でもFLiBeを冷却材として利用するが、溶媒としての利用はせず従来の固体核燃料を使用する。
液体FLiBe塩はMITによるトカマク型ARC核融合炉でのトリチウム製造と冷却用の液体ブランケットとしても提案された。